# Karey Dornetto
Karey Dornetto est une scénariste, productrice et actrice américaine.

## Biographie
Karey Dornetto est ouvertement lesbienne et vie à Los Angeles avec sa femme, la réalisatrice Jamie Babbit.

## Filmographie

### comme scénariste
- 2002 : South Park (série télévisée) (15 épisodes)
- 2003-2004 : The Jamie Kennedy Experiment (série télévisée) (21 épisodes)
- 2005-2006 : Arrested Development (série télévisée) (13 épisodes)
- 2006 : The Adventures of Chico and Guapo (série télévisée)
- 2006 : Dog Bites Man (série télévisée) (9 épisodes)
- 2007 : The Knights of Prosperity (série télévisée) (12 épisodes)
- 2008 : iCarly (série télévisée) (1 épisode)
- 2010 : The Life & Times of Tim (série télévisée) (2 épisodes)
- 2010-2011 : Community (série télévisée) (5 épisodes)
- 2013 : Kroll Show (série télévisée) (8 épisodes)
- 2012-2013 : The New Normal (série télévisée) (3 épisodes)
- 2013 : Made in Cleveland (segment "Fucking Cleveland")
- 2014-2015 : Mulaney (série télévisée) (2 épisodes)
- 2015 : Addicted to Fresno
- 2015 : Red Oaks (série télévisée) (1 épisode)
- 2016 : 31st Film Independent Spirit Awards (téléfilm)
- 2012-2016 : Portlandia (série télévisée) (40 épisodes)

### comme productrice, productrice exécutive ou consultante
- 2001 : April in New York (court métrage)
- 2004 : You've Got a Friend (série télévisée documentaire)
- 2006 : Dog Bites Man (série télévisée) (9 épisodes)
- 2010 : The Life & Times of Tim (série télévisée) (10 épisodes)
- 2010-2011 : Community (série télévisée) (35 épisodes)
- 2012-2013 : The New Normal (série télévisée) (22 épisodes)
- 2014 : Mulaney (série télévisée) (2 épisodes)
- 2015 : Red Oaks (série télévisée) (9 épisodes)
- 2014-2016 : Portlandia (série télévisée) (31 épisodes)
- 2016 : Another Period (série télévisée) (11 épisodes)

### comme actrice
- 2005 : Getting to Know You (court métrage) : une invitée au mariage
- 2006 : Dog Bites Man (série télévisée) : la doctoresse
- 2010 : The Life & Times of Tim (série télévisée) : Karey
- 2013 : Made in Cleveland : l'exhibitionniste
- 2014 : Portlandia (série télévisée)
- 2014-2015 : Mulaney (série télévisée) : Brenda